# Tanjung Gunung (Sei Bingai)
Tanjung Gunung is een bestuurslaag in het regentschap Langkat van de provincie Noord-Sumatra, Indonesië. Tanjung Gunung telt 2046 inwoners (volkstelling 2010).